# 高嶋みどり
髙嶋 みどり（たかしま みどり、1954年4月20日 - ）は、日本の作曲家。東京都出身。日本現代音楽協会、日本作曲家協議会会員。

## 人物
東京都に生まれ、幼少からピアノに親しむ。東京芸術大学・同大学院作曲科修了。作曲を石桁眞禮生、間宮芳生、指揮法を山田一雄に師事。
日本合唱協会で指揮、ピアノ等を担当し、当協会からの委嘱作品「愛のプロローグ」の発表を機に、NHK全国学校音楽コンクールの課題曲（NHK委嘱）「この愛を」「遥かな時の彼方へと」「きょうの陽に」「めぐりあい」を作曲した。また、全国各地からの委嘱により「かみさまへのてがみ」「青いメッセージ」「風に鳴る笛」（終曲「未来」）無伴奏混声合唱による交声詩「誰かが時を…」（1996年）や無伴奏女声合唱組曲「山中幻想」（1998年）、無伴奏女声合唱曲「あなたが歌えと命じるときに」や無伴奏女声・混声合唱組曲「白鳥」などの数多くの合唱作品を発表した。
「青いメッセージ」や近年の作品である「無伴奏女声合唱曲『秋-相聞』」、「無伴奏女声合唱曲『HYMN』」は、劇場的な空間性を意識した作品であり、こうしたドラマティックな高揚感をもたらす作品造形を作品の特徴としてあげることができる。「太鼓を叩け，笛を吹け」（原作はテノールとピアノのための歌曲「五つのパントン」）では土俗性と現代性を融合した独特のリズム感や響きの感性により新たな合唱作品の方向性を示した。
また、歌曲、室内楽、オーケストラ作品等があり、大編成による作品には「オフィーリアの遺書…3人の歌手と管弦楽、電子音響による」（NHK委嘱作品）、2002年には東京オペラシティにて室内楽作品展「Takashima Midori 2002」を開催、2008年には「管弦楽のためのBABYUNIVERSE 」、2010年には「15人の奏者のための BABY UNIVERSE」、2011年には「管弦楽のためのBABY UNIVERSE III」 を発表するなど、ジャンルにとらわれない意欲的な作曲活動を展開している。
音楽之友社、カワイ出版、等から「白鳥」「青いメッセージ」「若者たちの悲歌」「あなたが歌えと命じる時に」「秋-相聞」 ピアノのための「マウイの風」など出版も多数。CDには「マウイの風」（日本伝統文化振興財団 品番VZCC-1010）「誰かが時を…」（ビクターエンタテインメント 品番VICG60140）「キャロルによるカノン」（日本伝統文化振興財団 NHK東京児童合唱団 品番VZCC-95）他がある。

## 代表作

### 舞台作品
- オフィーリアの遺書…3人の歌手と管弦楽、電子音響による（1985年）
- 合唱によるミュージカル『夢にこだまする』（2014年） カワイ出版刊
- 合唱によるオペラ『青春の十字架』

### 管弦楽曲
- 室内管弦楽のための「世俗的な二つの作品」（2000年）
- 室内管弦楽のための「DUST!DUST!!DUST!!!」（2002年）
- 管弦楽のための「Baby Universe」（2008年）
- 「Baby Universe II 〜15人の器楽奏者のための」（2010年）
- 「Baby Universe III 〜管弦楽のための」（2011年）

### 室内楽曲
- ヴァイオリン ソロのための「うた」（2000年）
- 6人のリコーダー奏者のための「二つのバガテル」（2009年）
- 「Aria of Beats〜4人のチューバ奏者のための」（2010年）
- 「でゅえっと〜ソプラノとコントラバスのための」（2011年）
- 「湖畔にて・・・」〜　独奏ハープのための（2018年）
- 「想」〜フルートとコントラバスのための（2018年）

### ピアノ曲
- ピアノのための「Baby Universe」（1993年）
- ピアノのための「マウイの風」（2002年） カワイ出版刊

### 歌曲
- テノールとピアノのための「五つのパントン」（2009年）
- テノールとピアノのための「うた〜谷川俊太郎詩集〈こころ〉によせて」（2014年）
- 「Con sentimento」メゾソプラノとテノールとピアノのための（2018年）
- 「星の破片（かけ）」メゾソプラノとバリトンとピアノのための（2019年）
- 「小督〜歌絵巻」メゾソプラノとテノールとピアノのための（2020年）

### 合唱曲
- 混声合唱
  - 混声合唱組曲「愛のプロローグ」（1980年） カワイ出版刊
  - 混声合唱組曲「かみさまへのてがみ」 カワイ出版刊
  - 混声合唱とピアノのための「感傷的な二つの奏鳴曲」 カワイ出版刊
  - 混声合唱組曲「風に鳴る笛」（1989） 音楽之友社刊
  - 無伴奏混声合唱のための「あなたが歌えと命じる時に」（1986年） カワイ出版刊
  - アポリネールの詩による四つの無伴奏混声合唱曲集「白鳥」（1990年） 音楽之友社刊
  - 混声三部合唱とピアノのための「魂のいちばんおいしいところ」（1995年） 音楽之友社刊
  - 無伴奏混声合唱のための「あらゆる草の葉には」（1996年） Pana Musica刊
  - 無伴奏混声合唱のための交声詩「誰かが時を…」〜Cracking Eggs - 123 Quartrainsより（1996年）
  - 混声合唱組曲「遥かな時の彼方へと」（1997年） 音楽之友社刊
  - 混声合唱とピアノのための「私は空に手を触れる」（2014年） 音楽之友社刊
  - 今日（2002年）
  - 混声合唱とピアノのための「宇宙」（2003年） 音楽之友社刊
  - 無伴奏混声合唱曲「樹」（2004年 - 2015年） 音楽之友社刊
  - 混声合唱組曲「青いメッセージ」（2006年） カワイ出版刊
  - 無伴奏混声合唱のための「若者たちの悲歌」（2009年） 音楽之友社刊
  - 混声合唱とピアノのための「おっとせい」（2014年）カワイ出版刊
  - 混声合唱とピアノのための「木」（2016年） Pana Musica刊
- 女声合唱
  - 無伴奏女声合唱のための「あなたが歌えと命じる時に」（1986年） カワイ出版刊
  - 女声合唱とピアノのための「女の肖像」（1988年） カワイ出版刊
  - 女声合唱のための無伴奏小品集「愛のとき」（1990年） 音楽之友社刊
  - 女声合唱組曲「時が語ってくれたこと」（1990年） 音楽之友社刊
  - アポリネールの詩による四つの無伴奏女声合唱曲集「白鳥」（1990年） 音楽之友社刊
  - 短歌による無伴奏女声合唱曲集「待ち人ごっこ」（1994年） 音楽之友社刊
  - 女声（同声）合唱とピアノのための「しかられた神様」 音楽之友社刊
  - 女声（同声）合唱とピアノのための「イグアナのゆめ」 音楽之友社刊
  - 童声合唱とピアノのための「しずかにしてね」 音楽之友社刊
  - 女声合唱とピアノのための四季のうた「7つのバガテル」（1997年） 音楽之友社刊
  - 無伴奏女声合唱のための「山中幻想」（1998年） 音楽之友社刊
  - 女声合唱とピアノのためのメルヘン「すなの王国」（1999年） 音楽之友社刊
  - 女声合唱とピアノのための5つのメルヘン「あう」（2000年） カワイ出版刊
  - 女声合唱とピアノのための「明日のりんご」（2001年） カワイ出版刊
  - 女声合唱とピアノのための「秋のまんなかで」 音楽之友社刊
  - 無伴奏女声合唱のための「秋－相聞」（2006年） カワイ出版刊
  - 無伴奏女声合唱のための「HYMN」（2007年） カワイ出版刊
  - 無伴奏女声合唱のための「太鼓を叩け、笛をふけ」（2009年） 音楽之友社刊
  - 女声三部合唱とピアノのための「五つのパントン」（2009年） 音楽之友社刊
  - 無伴奏女声合唱のための「風の影・樹の影」（2012年） (株)ブレーン刊
  - 無伴奏同声合唱のための「蘇れ、僕らの森よ」（2012年）
  - 無伴奏女声合唱のための「おくめ」（2014年）
  - 無伴奏女声合唱のための「すじ雲」（2016年）
- 男声合唱
  - 男声合唱組曲「かみさまへのてがみ」（1982年）
  - 男声合唱組曲「青いメッセージ」（1984年）
  - 男声合唱とピアノのための「感傷的な二つの奏鳴曲」（1985年）
  - 男声合唱組曲「遠い国」（1995年）
  - 怪物たちの雑踏のなか（2001年）
  - 男声合唱とピアノのための「魂の木を想う、」（2012年）
  - 男声合唱とピアノのための「おっとせい」（2015年） カワイ出版刊
  - 無伴奏男声合唱のための「遠くへ」（2016年）
- NHK全国学校音楽コンクール課題曲
  - この愛を（1990年/第57回NHK全国学校音楽コンクール高等学校の部課題曲）
  - 遥かな時の彼方へと（1995年/第62回NHK全国学校音楽コンクール中学校の部課題曲）
  - きょうの陽に（2001年/第68回NHK全国学校音楽コンクール高等学校の部課題曲)
  - めぐりあい（2007年/第74回NHK全国学校音楽コンクール中学校の部課題曲）
- 全体合唱のための作品
  - 女声又は混声又は男声合唱による二部合唱とピアノのための「いろはうた」
  - 女声又は混声又は男声合唱による二部合唱とピアノのための「遠くへ」
- 編曲
  - 女声（同声）合唱とピアノのための「四季三昧」音楽之友社刊
  - 女声（同声）合唱とピアノのための「キャロルによるカノン」 音楽之友社近刊

## CD
- 「マウイの風」（日本伝統文化振興財団）
- 「誰かが時を…」（ビクターエンタテインメント）
- 「キャロルによるカノン」（日本伝統文化振興財団 NHK東京児童合唱団）
- 「風の影・樹の影」（BRAIN  MUSIC）